# Musée d'Art contemporain de Rosario

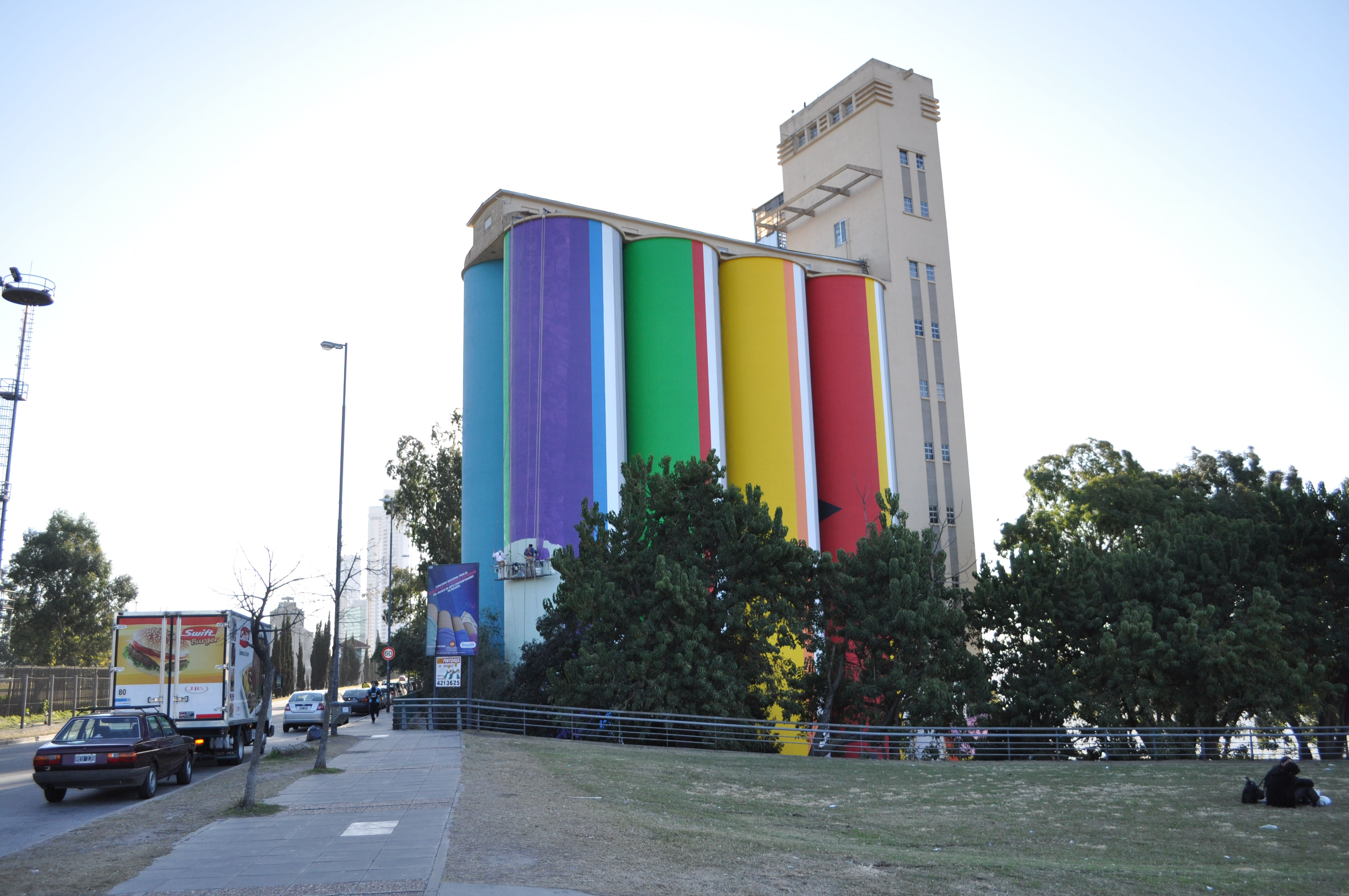

Le Musée d'art contemporain de Rosario (MACRO) est un musée situé dans la ville de Rosario en Argentine. Il dépend administrativement du Musée municipal des Beaux Arts Juan B. Castagnino (es). Il se trouve à l'intersection du boulevard Oroño (es) et du fleuve Paraná dans ce qui reste d'un ancien réservoir à grains de l'ancienne zone portuaire de la ville appelée Silos Davis. L'édifice fut conçu par Ermete de Lorenzi (1900-1971), l'un des architectes de Rosario les plus importants du XXe siècle.
L'Institution a pour objectifs la conservation, la documentation et le catalogage de son patrimoine, la promotion de l'art de Rosario, l'incorporation d'œuvres contemporaines provenant de différentes régions du pays grâce à un plan d'acquisitions créé à cette fin. Son patrimoine est, à l'heure actuelle, la collection d'art contemporain argentin la plus importante du pays, comprenant des œuvres d'artistes comme Nicola Costantino, Marcos López, Marta Minujín, Marcelo Pombo, León Ferrari et de groupes comme Tucumán arde, parmi d'autres.

## L'histoire du musée
Cette annexe du musée Castagnino est née comme conséquence de la formation d'une importante collection dont l'histoire trouve son origine dans l'initiative de la Fondation Antorchas qui accepta de donner 27 œuvres sélectionnées par le directeur du Musée d'Art latino-américain de Buenos Aires, Marcelo Pacheco, si elle débouchait sur la création d'une grande collection d'art argentin.
La municipalité de Rosario et la Fondation du musée Castagnino, en accord avec des entreprises et des particuliers, réussirent à réunir les fonds nécessaires pour le financement du projet.
Simultanément, depuis la fin du XXe siècle, la côte centrale de la ville de Rosario a été sujette à une importante intervention à la suite de la relocalisation des activités portuaires qui s'y trouvaient. Parmi les édifices considérés comme possédant un intérêt historique dans cette ancienne zone portuaire se trouvait le Silo Davis, qui fut par la suite sélectionné pour accueillir le nouveau musée d'art contemporain qui fut inauguré le 16 novembre 2004.

## Le bâtiment
Le musée est hébergé dans ce qui fut, à l'origine, une réserve à grains sur la rive du fleuve Paraná. Dans une première phase furent habilités 970 mètres carrés — correspondant aux dix étages où étaient situés les bureaux — et un grand corridor qui vient couronner les silos au septième étage. Est prévu, dans un deuxième temps, le recyclage des huit cylindres de 7,5 mètres de diamètre chacun.
Le projet fut réalisé par le directeur des Projets urbains du département de planification urbaine de la ville de Rosario. La priorité fut donnée à la préservation intégrale du bâtiment, en cherchant à mettre en valeur les caractéristiques propres de l'infrastructure et en gardant comme valeurs fondamentales l'austérité et la structure apparente.
Le musée dispose de tous les services et possède un ascenseur extérieur en verre, qui permet des vues de la ville et des îles. Il est climatisé et dispose d'un système de contrôle des incendies et de sécurité qui correspond aux normes internationales en vigueur pour les expositions d’œuvres d'art.

## La spécificité de l'édifice
La peinture extérieure du musée a un caractère d’œuvre éphémère car, tous les trois ans, est organisé un concours national pour la rénover. La première gagnante de ce concours fut l'architecte de Rosario Cintia Prieto, récompensée par un jury composé de Luis Benedit (es), Luis Felipe Noe (es) et Clorindo Testa. Le 12 mai 2010 fut rendu public le nouveau design qui, depuis 2011, constitue la façade actuelle du musée. Il s'agit d'un projet présenté par Martín Aguero qui obtint la somme de dix mille pesos argentins comme récompense. Sa proposition consista en la représentation d'étapes et de signaux d'orientation grâce aux couleurs et aux symboles : les saisons de l'année et les divers moments de la journée sont représentés par des couleurs. Différents tons de gris représentent les étapes de la vie et, enfin, les quatre points cardinaux sont symbolisés par des flèches noires.

## Les activités complémentaires
En plus des expositions et des activités habituelles, le musée organise la Semaine de l'art de Rosario (SAR) qui, depuis 2005, permet de déployer un large éventail de découvertes contemporaines. Les éditions de la Semaine de l'art de Rosario comprennent des interventions et des expositions dans des espaces publics et privés, dans des journaux, sur des lieux d'affichage public, des tickets de bus ou au beau milieu de trajets urbains.

## La collection
La collection du musée, qui comprend 848 œuvres (sans tenir compte des œuvres de design) et regroupe 464 artistes ainsi que des collectifs et des groupes éventuels de diverses tendances, présente un ample panorama de l'art argentin des dernières décennies.
Des œuvres d'artistes ayant participé à l'Instituto Di Tella et à l'avant-garde de Rosario des années 60 s'ajoutèrent aux productions d'autres artistes qui furent au cœur des développements artistiques du XXe siècle.